# Stijepo Gleđ Markos
Stijepo Gleđ Markos (Dubrovnik, 10. studenoga 1980.) hrvatski je tenor. Svoju glazbenu karijeru započeo je u mjuziklima. Nakon više stotina predstava koje je odigrao kao član Kazališta Marina Držića u Dubrovniku, nastavio je suradnju i sa Zagrebačkim gradskim kazalištem Komedija. Svoje glazbeno usavršavanje započeo je pod vodstvom opernog pjevača i vokalnog pedagoga Stojana Stojanova Gančeva u Zagrebu.
Uspjehe je ostvario i u zabavnoj glazbi, nastupajući na festivalima poput Grand Prixa Zagrebfesta, Pjesme Mediterana, Šibenska šansona, gdje je osvojio prva mjesta i nagrade.

## Karijera
Veliki iskorak u međunarodnoj karijeri ostvario je 2012. godine u Londonu, kada je izabran za glavnu ulogu Maria Cavaradossia u operi Tosca. Njegov talent prepoznali su u Royal Opera House, gdje je dobio britansku glazbenu stipendiju za daljnje usavršavanje kod tenora Rylanda Daviesa.
Godine 2014. zajedno s Jelenom Đuraš Gleđ pokreće međunarodni kulturni edukacijsko-rehabilitacijski festival Sentimento u Dubrovniku, usmjeren na inkluziju ranjivih skupina društva kroz glazbenu umjetnost.

### Kazališne uloge
Od 2004. godine zaposlen je kao glumac srednjih uloga u Kazalištu Marin Držić u Dubrovniku te je ostvario dvije glavne uloge u mjuziklima Dan od Amora i Ivana redatelja Vladimira Štefančića. Također je gostovao u kazalištu Komedija u Zagrebu u mjuziklu Dundo Maroje te kao glavni lik u mjuziklu Gubec Beg.
Dana 4. prosinca 2016. godine, Stijepo Gleđ Markos nastupio je u ulozi vojskovođe Stipana Dalbela u mjuziklu Mirakul, koji je premijerno izveden u Koncertnoj dvorani Vatroslava Lisinskog u Zagrebu.

### Značajni nastupi
- Progledaj srcem 2024. – Nastupio je na jubilarnom koncertu Progledaj srcem u Areni Zagreb 24. i 25. svibnja 2024. godine, gdje je izveo pjesmu Velik si.[9]

- Pjevao je pjesmu »Velik si« na dočeku pape Franje na stadionu Koševo 2015.[10]

- Šibenska šansona 2019. – Izveo je pjesmu Il mare calmo della sera.[11]Na istom festivalu osvojio je nagradu publike za autorsku pjesmu Moja prava ljubavi.[12]

- Koncerti u organizaciji Fenix Magazina – Održao je nekoliko zapaženih koncerata, uključujući božićni koncert u Offenbachu u prosincu 2024. godine.[13]

### Suradnje
Surađuje s vodećim orkestrima u Hrvatskoj i inozemstvu te s dirigentima poput Alana Bjelinskog, Marca Tarduea i Tomislava Fačinija. Nastupao je s Londonskom filharmonijom i surađivao s maestrom Lorinom Maazelem.

## Diskografija
- Moja Hridino (2021.) – Album duhovne glazbe s dvanaest pjesama.[16]

- Noć u Betlehemu (2024.) – Božićni album predstavljen na koncertu u crkvi Bezgrešnog začeća Blažene Djevice Marije u Zagrebu.

- Pred Presvetim (2024.) – Duhovni album meditativne glazbe

## Vanjske poveznice
- Stijepo Gleđ Markos, mrežne stranice
- Stijepo Gleđ Markos. Scardona (diskografska kuća)